# Борування
Борува́ння (англ. boriding) — процес хіміко-термічної обробки, дифузійного насичення бором поверхневого шару сталевих виробів на глибину до 0,3 мм для підвищення їх поверхневої твердості (мікротвердість до 3 000 кг/мм²), зносостійкості, тепло- і корозійної стійкості в різних агресивних середовищах.

## Методи борування
Відомі значна кількість методів і способів борування. Промислове застосування отримали: борування в порошкових сумішах, електролізне борування, рідинне безелектролізне борування, іонне борування і борування з використанням паст.
Борування найчастіше проводять електролізним методом у розплавленій бурі (Na2B4O7). Виріб служить катодом. Температура насичення 930–950 °C, витримка 2–6 годин.
Борування можна проводити при литті деталей. У цьому випадку на поверхню ливарної форми наноситься шар спеціальної боровмісної маси (пасти). При литті випалюваних моделей з пінопластів боровмісна паста наноситься на поверхню моделі. Спосіб відрізняється продуктивністю і простотою.

## Застосування
Борування застосовують для підвищення зносостійкості втулок грязьових нафтових насосів, дисків п'яти турбобурів, витяжних, згинальних і формувальних штампів, деталей прес-форм і машин для лиття металів під тиском. Стійкість деталей після борування збільшується у 2–10 разів. Вироби, які зазнали борування, мають підвищену до 800 °С жаротривкість і теплостійкість до 900–950 °С.